# Mujeres en sombra
 Mujeres en sombra  es una película en blanco y negro de Argentina dirigida por Catrano Catrani el guion de Abel Santa Cruz que se estrenó el 25 de septiembre de 1951 y que tuvo como protagonistas a Elisa Christian Galvé, Perla Mux, Olinda Bozán, Diana Ingro y Berta Moss.

## Sinopsis
Una mujer bígama, una empleada doméstica complicada con turbios hechos y la estafa contra un hombre rico intentada por un supuesto hijo.

## Reparto
- Elisa Christian Galvé
- Perla Mux
- Olinda Bozán
- Diana Ingro
- Berta Moss
- Aída Alberti
- Milagros de la Vega
- Malisa Zini
- Gloria Ferrandiz
- Julia Sandoval
- Oscar Valicelli
- Jorge Closas
- Julia Giusti
- Ernesto Bianco
- Mauricio Espósito
- Dorys Bertrand

## Comentarios
Para Manrupe y Portela el filme es “un folletón extraído de hechos reales de la crónica policial, y antecedente inmediato de Deshonra, la crítica de Noticias Gráficas consideró que “el libro no ha sido tratado con la suficiente profundidad” y King opinó:

”Tiene el film emoción, algunos chispazos de buen humor y emana de él en todo momento un positivo interés.”